# Nanorana medogensis
Nanorana medogensis es una especie de anfibio anuro de la familia Dicroglossidae.

## Distribución geográfica
Es endémica del Tíbet (China).